# Якутская ГРЭС
Якутская ГРЭС — тепловая электростанция (ГТУ-ТЭЦ) в городе Якутске. Крупнейшая электростанция Якутска, одна из наиболее мощных российских газотурбинных электростанций. Входит в состав ПАО «Якутскэнерго» (входит в группу РусГидро).

## Конструкция станции
По конструкции Якутская ГРЭС представляет собой тепловую газотурбинную электростанцию с комбинированной выработкой электрической и тепловой энергии (ГТУ-ТЭЦ). Установленная мощность электростанции — 170,087 МВт, установленная тепловая мощность — 661 Гкал/час. В качестве основного топлива используется природный газ Средневилюйского месторождения, в качестве резервного — дизельное топливо. Состав оборудования станции:
- Энергоблок № 2 мощностью 41,365 МВт в составе газовой турбины ГТЭ-45-3, генератора ТВФ-63-2ЕУ3 и подогревателя сетевой воды (котла-утилизатора) ПСВ-2, введён в 1997 году;
- Энергоблок № 3 мощностью 41,145 МВт в составе газовой турбины ГТЭ-45-3, генератора ТВФ-63-2ЕУ3 и подогревателя сетевой воды (котла-утилизатора) ПСВ-2, введён в 2002 году;
- Энергоблок № 4 мощностью 43,047 МВт в составе газовой турбины ГТЭ-45-3, генератора ТВФ-63-2ЕУ3 и подогревателя сетевой воды (котла-утилизатора) ПСВ-2, введён в 2004 году;
- Энергоблок № 7 мощностью 22,301 МВт в составе газовой турбины ГТ-35-770-2, генератора ТВФ-63-2 и подогревателя сетевой воды (котла-утилизатора) ПСВ-2, введён в 1981 году;
- Энергоблок № 8 мощностью 22,229 МВт в составе газовой турбины ГТ-35-770-2, генератора ТВФ-63-2 и подогревателя сетевой воды (котла-утилизатора) ПСВ-2, введён в 1985 году;

Также имеется пиковая водогрейная котельная тепловой мощностью 300 Гкал/ч с тремя котлами КВГМ-100, введёнными в эксплуатацию в 2019 году.
Выдача электроэнергии в энергосистему производится с закрытого распределительного устройства (ЗРУ) напряжением 110 кВ по следующим линиям электропередачи:
- ВЛ 110 кВ Якутская ГРЭС — Якутская ГРЭС-2, 2 цепи;
- ВЛ 110 кВ Якутская ГРЭС — ПС Табага, 2 цепи (Л-105, Л-106);
- ВЛ 110 кВ Якутская ГРЭС — ПС Хатын-Урях, 2 цепи (Л-101, Л-102).

## История строительства и эксплуатации
Решение о строительстве в Якутске новой электростанции было принято Советом Министров СССР 17 июня 1957 года. Строительство станции было начато в 1966 году. В проекте первой в СССР газотурбинной электростанции был реализован целый ряд необычных технических решений — так, станция построена на вечной мерзлоте на свайном основании с продуваемым подпольем. Пуск первой газотурбинной установки ГТ-25-700-2 состоялся в 10 января 1970 года, с вводом в эксплуатацию в 1971 году четвертой ГТУ строительство первой очереди Якутской ГРЭС мощностью 100 МВт было завершено. В 1985 году было закончено строительство второй очереди Якутской ГРЭС с четырьмя газотурбинными установками ГТ-35-770-2, мощность станции достигла 240 МВт. В 1988 году была начата замена устаревших газотурбинных установок первой очереди на более мощные установки ГТЭ-45-3, которая по причине недостаточного финансирования затянулась до 2005 года. В результате электрическая мощность станции возросла с 240 до 320 МВт, тепловая — с 320 до 572 Гкал/ч. В 2010 году мощность Якутской ГРЭС была увеличена до 368 МВт за счет монтажа четырех газотурбинных установок мощностью по 12 МВт (в составе газовой турбины ГТГ-12В и генератора Т-12-2ЭУ3), ранее демонтированных на Мирнинской ГРЭС.
Основное оборудование Якутской ГРЭС изношено, на станции происходили аварии, в частности 1 октября 2017 года в результате возгорания на одной из газотурбинных установок на несколько часов был обесточен Якутск и несколько улусов Якутии. Для замещения выбывающих мощностей станции построена первая очередь Якутской ГРЭС-2, планируется строительство второй очереди (на площадке Якутской ГРЭС), также на площадке Якутской ГРЭС в 2019 году введена в эксплуатацию пиковая водогрейная котельная тепловой мощностью 300 Гкал/ч с тремя котлами КВГМ-100. В 2018 году с остановки ГТУ № 11 мощностью 12 МВт начат постепенный вывод оборудования станции из эксплуатации, который должен завершиться в 2026 году. В 2019 году были выведены из эксплуатации ГТУ № 1 мощностью 45 МВт, ГТУ № 5 и 6 мощностью по 35 МВт и ГТУ № 12 мощностью 12 МВт, в 2020 году — ГТУ № 9 и 10 мощностью по 12 МВт.